# هولت، ولز
هولت (به انگلیسی: Holt) یک شهرک در ولز است که در شهرستان مستقل ورکسام واقع شده‌است. هولت ۱٬۵۲۱ نفر جمعیت دارد.